# كانتا غوتو
كانتا غوتو (باليابانية: 後藤 寛太) (5 ديسمبر 1993 في فوكوكا في اليابان – )؛ هو لاعب كرة قدم كان يلعب كلاعب وسط.

## وصلات خارجية
- كانتا غوتو على موقع قاعدة بيانات كرة القدم.إي يو (الإنجليزية)
- كانتا غوتو على موقع Soccerway.com (الإنجليزية)
- كانتا غوتو على موقع عالم كرة القدم.نت (الإنجليزية)